# Brazilosaurus
Brazilozaur (Brasilosaurus) − rodzaj wymarłego mezozaura, żyjącego we wczesnym permie na terenie współczesnej Brazylii. Brazilozaura opisali dwaj badacze: T. Shikama i H. Ozak. Jego skamieniałości odkryto m.in. na terenie formacji Irati w płd Brazylii.
Gada nie należy mylić z Brasileosaurusem − rodzajem archozaurów.